# Capitolium Vetus
El Capitolium Vetus (latín), también Antiguo Capitolio o Viejo Capitolio era un templo arcaico de la Antigua Roma dedicado a la tríada capitolina (Júpiter, Juno y Minerva), la tríada patrona de Roma venerada en el templo de Júpiter Capitolino, que se habría celebrado aquí mucho antes que en la Colina Capitolina. El adjetivo Vetus ("Antiguo") lo distingue del templo principal a la Tríada en la colina Capitolina y muestra que fuese posiblemente el templo más antiguo de Roma dedicado a estas divinidades.

## Ubicación
El templo se construyó en la colina del Quirinal, en lo que hoy es el rione de Trevi. La ubicación del antiguo complejo debió de ser en la intersección de las actuales via del Quirinale y via delle Quattro Fontane, en el lado que da a la piazza Barberini, donde también se encontraba el templo de Quirino. Estaba situado al norte del Quirinal y al noroeste del Ministerio de Defensa, cerca del cual se descubrieron inscripciones dedicatorias.

## Función
El templo estaba dedicado a la tríada capitolina. El adjetivo "antiguo" asociado al nombre del templo permite distinguirlo del templo construido en la colina Capitolina, lo que significa, que es más antiguo que este último y que tal vez pudo estar dedicado originalmente a la tríada arcaica formada, en su lugar, por Júpiter, Marte y Quirino.

### Obras modernas
- Platner, Samuel Ball; Ashby, Thomas (1929). A topographical dictionary of Ancient Rome. Oxford University Press.

- Datos: Q2937495